# In silico (album)
In silico è il secondo album in studio del gruppo musicale australiano Pendulum, pubblicato il 12 maggio 2008 in Europa e in Australia dalla Warner Bros. Records e il giorno successivo negli Stati Uniti e in Giappone dalla Atlantic Records.
Si tratta del primo album in studio del gruppo registrato insieme al chitarrista Peredur ap Gwynedd (il quale aveva eseguito in precedenza le parti di chitarra del brano Girl in the Fire, presente in Hold Your Colour) nonché l'unico registrato insieme al batterista Paul Kodish.

## Descrizione
Rispetto a Hold Your Colour, l'album presenta un sostanziale cambiamento di sonorità per il gruppo che perpetuerà anche nelle pubblicazioni successive. Grazie a In Silico i Pendulum si distaccano radicalmente dalle sonorità essenzialmente elettroniche degli esordi (pur mantenendo il background techno e drum and bass) e si avvicinano a sonorità più hard rock e punk rock, con brani veloci e aggressivi e con un ampio uso di chitarre distorte dal sapore elettronico.
Secondo quanto affermato dal bassista Gareth McGrillen, il titolo scelto per l'album, la cui espressione significa «realizzato su un computer o tramite una simulazione», si era basato sul terzo album in studio dei Nirvana, In Utero (che denota un "parto naturale"), cercando di indicare, invece, l'esatto opposto, ossia un "parto artificiale": in base a ciò è stato spiegato anche il significato della copertina dell'album, il quale raffigura un feto non ancora sviluppato in un utero circolare circondato da circuiti dalla forma spermatozoica, tutto in sembianze tecnologiche, con l'idea di rappresentare un connubio tra natura e tecnologia.
Un verso del brano Mutiny ("In through the maze through your reflection, we enter from a terminal connection") è stato ripreso dal brano The Terminal presente nel loro primo album Hold Your Colour.

## Accoglienza
Le critiche sull'album da parte dei media sono state le più disparate, soprattutto per il fondamentale cambiamento musicale da parte dei Pendulum rispetto ai lavori precedenti. Jo-Ann Greene di AllMusic ha affermato che i Pendulum «hanno abbattuto il confine che divideva il rock dall'elettronica», The Guardian disse che in realtà il gruppo «non aveva proposto nulla di originale».
Molti fan del gruppo criticarono In silico per questo cambiamento improvviso di genere, anche se, proprio per la loro sempre più crescente popolarità, i Pendulum sono riusciti ad attrarre nuove schiere di fan. La rivista Q annoverò Granite e Propane Nightmares tra la classifica dei 50 singoli migliori del mese.

## Utilizzo nei media
Le canzoni Granite e Showdown fecero la loro apparizione nel videogioco Pure; Granite, 9,000 Miles e The Tempest possono essere facilmente ritrovate in Need for Speed: Undercover. Una parte di Showdown è apparsa nel film Punisher - Zona di guerra e in un episodio di CSI: NY. Inoltre una parte di Mutiny è stata utilizzata nello spot pubblicitario della Verizon Wireless, mentre una parte di The Other Side può essere ascoltata in un episodio di Eastenders.

## Tracce
Testi e musiche di Rob Swire, eccetto dove indicato.
1. Showdown – 5:27
2. Different – 5:51
3. Propane Nightmares – 5:13 (Rob Swire, Bernd Burhoff, Oliver Froning, Jens Oettrich)
4. Visions – 5:36
5. Midnight Runner – 6:55
6. The Other Side – 5:15
7. Mutiny – 5:09
8. 9,000 Miles – 6:26
9. Granite – 4:41
10. The Tempest – 7:27

Tracce bonus nell'edizione speciale
1. Propane Nightmares (V.I.P. Remix) – 5:22 (Rob Swire, Bernd Burhoff, Oliver Froning, Jens Oettrich)
2. Propane Nightmares (Celldweller Remix) – 5:34 (Rob Swire, Bernd Burhoff, Oliver Froning, Jens Oettrich)
3. Propane Nightmares (Video) – 5:20 (Rob Swire, Bernd Burhoff, Oliver Froning, Jens Oettrich)
4. Granite (Live Video) (from Electric Ballroom)

Tracce bonus nell'edizione britannica di iTunes
1. Propane Nightmares (V.I.P. Remix) – 5:22 (Rob Swire, Bernd Burhoff, Oliver Froning, Jens Oettrich)
2. Propane Nightmares (Celldweller Remix) – 5:34 (Rob Swire, Bernd Burhoff, Oliver Froning, Jens Oettrich)
3. Propane Nightmares (VST Remix) – 4:47 (Rob Swire, Bernd Burhoff, Oliver Froning, Jens Oettrich)
4. Granite (Video) – 3:41
5. Propane Nightmares (Video) – 5:20 (Rob Swire, Bernd Burhoff, Oliver Froning, Jens Oettrich)
6. In silico Showcase – 5:24

## Formazione
Hanno partecipato alle registrazioni, secondo le note di copertina:
Gruppo
- Rob Swire – sintetizzatore, voce (eccetto tracce 5 e 6), basso (tracce 3, 5 e 10), percussioni (traccia 10)
- Peredur ap Gwynedd – chitarra (eccetto tracce 4, 5 e 8), chitarra acustica (traccia 8)
- Gareth McGrillen – basso (tracce 1, 6 e 7)
- Paul Kodish – batteria acustica (eccetto traccia 8), percussioni (traccia 10)

Altri musicisti
- Andy Greenwood – tromba (traccia 3)
- Craig Wild – tromba (traccia 3)
- Andy Wood – trombone (traccia 3)
- Christopher Mayhew – talk box (traccia 6)

Produzione
- Rob Swire – produzione, missaggio
- Gareth McGrillen – assistenza alla produzione
- Simon Askew – missaggio
- John Davis – mastering
- Dave Bascombe – missaggio batteria acustica (tracce 2, 7 e 9)

## Classifiche
| Classifica (2008) | Posizione massima |
| ----------------- | ----------------- |
| Australia         | 7                 |
| Nuova Zelanda     | 21                |
| Regno Unito       | 2                 |